# Ring Djursland
Der Ring Djursland ist eine dänische Motorsport-Rennstrecke. Sie liegt östlich des Dorfes Pederstrup in der Syddjurs Kommune und nahe dem Flughafen Tirstrup sowie der Stadt Grenaa. Die asphaltierte permanente Rundstrecke ist 1.750 Meter lang und an der engsten Stelle 9 Meter breit, sie wird im Uhrzeigersinn gefahren.

## Geschichte
Finanziert vom bekannten Rennfahrer und Verleger Jens Christian Legarth wurde die Strecke 1984 auf einem Mais-Acker als anfangs 800 m lange, U-förmige Strecke angelegt. Erst Jahre später wurde sie schrittweise gemäß eines Vorschlags des Architekten Per Lauritsen auf ihre heutige Länge von 1752 m verlängert.
Am 29. August 1965 wurde sie mit Formel-3-, Tourenwagen- und Sportwagenrennen eröffnet. Das Saisondebüt 1966 markierte die Premiere der neuen Formel V in Dänemark. Eine weitere dänische Premiere war 1966 eine Rennveranstaltung am ersten Weihnachtsfeiertag. Es waren damals rund 800 kg Salz nötig, um die Piste vom Eis zu befreien.
1967 kam Legarth bei der Ausrichtung eines Formel-3-Rennens im Zuge eines tödlichen Unfalls des britischen Piloten Douglas Revson, des Bruders des bekannteren Peter Revson mit ums Leben. Darüber hinaus wurden noch fünf weitere Personen, einschließlich Legarths Ehefrau Annie schwer verletzt. Schon 1969 wurde die Strecke dann von Legarths Witwe an Gunnar Henriksen verkauft. Dieser verkaufte ein weiteres Jahr später die Anlage an Ancher Larsen. Larsen brachte auch Motocross auf den Ring Djursland. Darüber hinaus wurde die nun auf 1450 m verlängerte Strecke gegen den Uhrzeigersinn befahren, aber einzig während der Saison 1970.

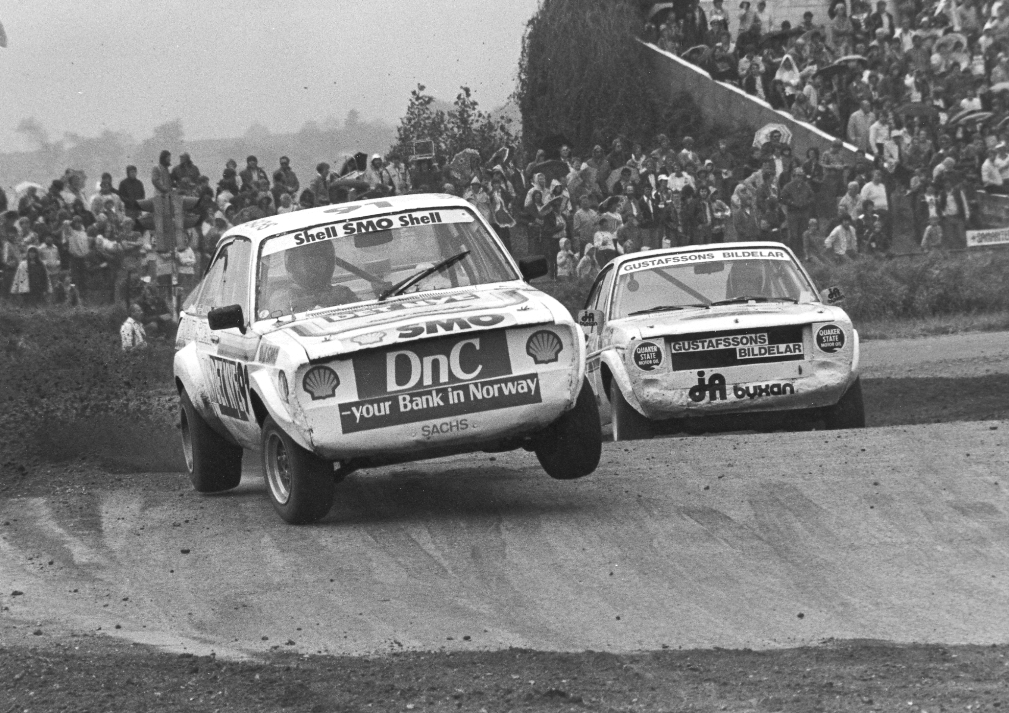
1980 und 1981 fuhr man auf dem Ring Djursland Rallycross-EM-Läufe

Ab der Saison 1972 war dann René Koors der neue Streckenbesitzer. Nachdem die sportlichen Aktivitäten stark abgenommen hatten, wurde 1973 erstmals nach fünf Jahren wieder ein Formel-3-Rennen ausgetragen. Lärmprobleme schränkten jedoch zunehmend den Betrieb ein. So wurden 1976 und 1977 überhaupt keine Rennen ausgetragen. Erst 1978, nach der Anlage von zusätzlichen Schotterpassagen, war mit der Einführung einer Rallycross-Veranstaltung ein erneuter Aufschwung erkennbar. Dieser von Ulrik Aubertin-Oxholm in Zusammenarbeit mit dem Djursland Motor Klub organisierte Wettbewerb avancierte schon am 8. Juni 1980 zum ersten dänischen Lauf der Rallycross-Europameisterschaft. Auch am 12. Juli 1981 wurde dieses Rennen noch ein weiteres Mal im Rahmen der FIA-Rallycross-EM ausgetragen, danach jedoch nicht mehr wieder. Nachdem es zwischen René Koors und dem Streckenbetreiber zu Streitigkeiten gekommen war, wechselte die Strecke erneut den Besitzer. Nun ruhten die Rennaktivitäten bis ins Jahr 1984.
Ab dann wurden vermehrt Formel-Ford- und Sports-2000-Rennen ausgetragen. So war 1987 der Formel-Ford-Lauf ein Teil der EFDA-Euroseries. Umwelt- und Lärmprobleme führten von 1990 bis 1993 zum Aus aller Rennaktivitäten. 1994 erfolgte dann die Wiederaufnahme des Motorsports mit Tourenwagenrennen. Dabei war sogar Legarths Sohn Mike Legarth am Start. Später traten er und sein Bruder Pierre Legarth auch gemeinsam in der Dänischen Tourenwagen-Meisterschaft an, die seit 1999 regelmäßig auf dem Ring Djursland zu Gast ist. Daneben sind auch wieder Rallycross-Läufe und weitere nationale Rundstreckenserien im Rennkalender der Anlage zu finden. Auch die deutsche Spezial-Tourenwagen-Trophy ist hier mit einem Wertungslauf vertreten.
Im Jahr 2004 wurde eine vollständig neue Asphaltierung der Fahrbahn sowie Verbesserung der Sicherheitseinrichtungen vollzogen. In der Folge wurden auch Einrichtungen geschaffen die die Nutzung der Anlage als Fahrsicherheitszentrum für LKW gestatten.